# Världsmästerskapen i hastighetsåkning på skridskor 1895
De sjätte världsmästerskapen i hastighetsåkning på skridskor 1895 för herrar anordnades i Hamar i Norge 23 - 24 februari. 18 deltagare från tre länder deltog. 

## Resultat
- - 500 meter
- 1 Oskar Fredriksen  Norge – 48,2
- 2 Jaap Eden  Nederländerna – 48,4
- 3 Peter Sinnerud  Norge – 48,6
- 3 Wilhelm Alfred Mauseth  Norge – 48,6

- - 1 500 meter
- 1 Jaap Eden  Nederländerna – 2.25,4
- 2 Wilhelm Alfred Mauseth  Norge – 2.35,2
- 3 Oskar Fredriksen  Norge – 2.36,2

- - 5 000 meter
- 1 Jaap Eden  Nederländerna – 8.41,0
- 2 Karinius Larsen Stal  Norge – 9.13,2
- 3 Filip Petersen  Norge – 9.16,2

- - 10 000 meter
- 1 Jaap Eden  Nederländerna – 17.56,0
- 2 Peter Sinnerud  Norge 18.50,0
- 2 Karinius Larsen Stal  Norge – 18.50,0

- - Sammanlagt
- 1 Jaap Eden  Nederländerna, världsmästare.
- 2 Peter Sinnerud  Norge
- 3 Karinius Larsen Stal  Norge
  - För att få titeln världsmästare krävdes enligt då gällande regler att man vunnit minst tre distanser.